# Paulo Fonseca
Paulo Alexandre Rodrigues Fonseca (ur. 5 marca 1973 w Nampula, Mozambik portugalski) – portugalski piłkarz, grający na pozycji obrońcy, trener piłkarski.

## Kariera piłkarska
W 1991 rozpoczął karierę piłkarską w FC Barreirense. Potem występował w klubach Leça, CF Os Belenenses, CS Marítimo i Vitória SC. Latem 2000 przeszedł do Estreli Amadora, w którym zakończył karierę piłkarza w roku 2005.

## Kariera trenerska
Po zakończeniu kariery piłkarza rozpoczął pracę szkoleniowca. Najpierw trenował 1º de Dezembro. Potem prowadził Odivelas, Pinhalnovense, CD Aves i FC Paços de Ferreira. W sezonie 2013/14 był trenerem FC Porto. Od 2014 do 2015 ponownie kierował klubem FC Paços de Ferreira. W lipcu 2015 stał na czele SC Braga. 31 maja 2016 podpisał 3-letni kontrakt z ukraińskim Szachtarem Donieck. Od czerwca 2019 do czerwca 2021 prowadził włoską AS Romę.